# Pacific Remote Islands Marine National Monument
Het Pacific Remote Islands Marine National Monument is een federaal beschermd natuurgebied rond de acht United States Minor Outlying Islands gelegen in de Grote Oceaan, federaal Amerikaans grondgebied. Het is een op 6 januari 2009 door president George W. Bush erkend nationaal monument. Van de nationale monumenten is het 1.270.477,6 km² grote gebied na het Papahānaumokuākea Marine National Monument het monument met de grootste beschermde oppervlakte.
Het wordt beheerd door de Fish and Wildlife Service van het United States Department of the Interior en de National Oceanic and Atmospheric Administration van het United States Department of Commerce.
Het monument beschermt onder meer zeldzame zeeschildpadden, walvissen en Hawaïaanse monniksrobben die het Johnstonatol aandoen naast de hoogwaardige koraalriffen. Amerikaanse federale wetgeving verbiedt nu beschadiging, vernietiging of winning van natuurlijke grondstoffen in de zone, evenals het storten van afval of commerciële visserij in het nationaal monument. Onderzoek, vrije doorgang en recreatie zijn wel toegestaan. De bescherming omvat ook de diepe koraalriffen, de onderzeese bergen en de maritieme ecosystemen op grote diepte die uniek zijn voor dit deel van de wereld en die ook tot de meest kwetsbare gebieden behoren door de gevolgen van klimaatverandering en verzuring van de oceaan.